# 조은지
조은지(1981년 2월 10일 ~ )는 대한민국의 배우이다.

## 학력
- 서울신성초등학교 (졸업)
- 신림여자중학교 (졸업)
- 동신고등학교 (졸업)

## 생애 및 배우 활동
1998년 잡지모델로 데뷔하여 2000년 영화 《눈물》로 배우로 데뷔하였다. 2014년에 단편영화 《이만원 효과》로 영화 감독으로 데뷔하였다.

## 연기 활동

### 드라마
- 2003년 MBC 월화드라마 《내 인생의 콩깍지》 ... 서경선 역
- 2004년 KBS 수목드라마 《꽃보다 아름다워》 ... 제인 역
- 2004년 SBS 주말 특별기획 드라마《파리의 연인》 ... 이양미 역
- 2005년 KBS 월화드라마 《열여덟 스물아홉》 ... 유혜원 역
- 2007년 MBC 주말 특별기획 드라마 《9회말 2아웃》 ... 김춘희 역
- 2010년 MBC 수목드라마 《개인의 취향》 ... 이영선 역
- 2014년 TV조선 주말드라마 《최고의 결혼》 ... 박선녀 역
- 2015년 JTBC 금토드라마 《순정에 반하다》 ... 나옥현 역
- 2015년 tvN 월화드라마 《식샤를 합시다 2》 ... 홍민아 역
- 2015년 Mnet 목요드라마 《더 러버》(특별출연)
- 2015년 KBS2 월화드라마 《오 마이 비너스》 ... 이현우 역
- 2016년 JTBC 금토드라마 《마담 앙트완》 ... 유선 / 엠마 역(특별출연)
- 2016년 SBS 드라마 스페셜 《딴따라》 ... 조 과장 역(특별출연)
- 2021년 JTBC 토일드라마 《인간실격》 ... 순규 역
- 2023년 지니 TV 수목드라마 《남이 될 수 있을까?》 ... 강비취 역
- 2025년 MBC 금토드라마 《노무사 노무진》

### 영화
- 2000년 《눈물》 ... 란 역
- 2002년 《후 아 유》 ... 최보영 역
- 2002년 《아프리카》 ... 영미 역
- 2002년 《철없는 아내와 파란만장한 남편 그리고 태권소녀》 ... 철없는 아내 역
- 2004년 《호텔 비너스》 ... 소다 역
- 2005년 《그때 그사람들》 ... 여대생 조씨 역
- 2005년 《미스터 주부 퀴즈왕》 ... 미용사 역
- 2006년 《달콤, 살벌한 연인》 ... 백장미 역
- 2006년 《아내의 애인을 만나다》 ... 소옥 역
- 2007년 《죽어도 해피엔딩》 ... 은지 역
- 2007년 《우리 생애 최고의 순간》 ... 골키퍼 수희 역
- 2009년 《우리 집에 왜왔니》 ... 노숙자 역(특별출연)
- 2009년 《요가학원》 ... 인순 역
- 2009년 《황금시대》 ... 미숙 역
- 2009년 《날아라 펭귄》 ... 미술 선생님 역
- 2009년 《걸프렌즈》 ... 현주 역
- 2009년 《피쉬보이》
- 2010년 《쩨쩨한 로맨스》 ... 시상식장 여직원 역
- 2010년 《죽지 않은 인간들의 밤》
- 2012년 《후궁: 제왕의 첩》 ... 금옥 역
- 2012년 《내가 살인범이다》 ... 최강숙 역
- 2012년 《런닝맨》 ... 선영 역
- 2014년 《표적》 ... 박수진 역
- 2014년 《개를 훔치는 완벽한 방법》 ... 채랑엄마 역(특별출연)
- 2015년 《션샤인 러브》... 정숙 역
- 2016년 《송곳니》
- 2017년 《악녀》 ... 김선 역
- 2018년 《살인소설》 ... 염지은 역
- 2019년 《카센타》 ... 순영 역
- 2020년 《죽지않는 인간들의 밤》 (각색)
- 2022년 《낮과 달》 ... 목하 역
- 2023년 《컨버세이션》 ... 은영 역

## 연출 활동

### 영화
- 2021년 《장르만 로맨스》 - 연출

## 예능
- 2001년 SBS 《도전 1000곡》 39회 7월 8일
- 2006년 KBS2 《스타 골든벨》 73회 3월 25일
- 2018년 tvN 《인생술집》 68회 4월 26일

## 홍보대사
- 2007년 핸드볼 홍보대사

## 수상 및 후보
| 연도 | 시상식                     | 부문                 | 작품                  | 결과 |
| ---- | -------------------------- | -------------------- | --------------------- | ---- |
| 2008 | 제16회 이천 춘사대상영화제 | 신인여우상           | 우리 생애 최고의 순간 | 수상 |
| 2013 | 제49회 백상예술대상        | 영화부문 여자 조연상 | 후궁: 제왕의 첩       | 수상 |
| 2017 | 제16회 미쟝센 단편영화제   | 심사위원특별상       | 2박 3일               | 수상 |
| 2020 | 제7회 들꽃영화상           | 여우주연상           | 카센타                | 후보 |
| 2022 | 제58회 백상예술대상        | 영화부문 신인감독상  | 장르만 로맨스         | 수상 |
| 2022 | 제21회 뉴욕 아시아 영화제  | 관객상               | 장르만 로맨스         | 수상 |
| 2022 | 제12회 아름다운 예술인상   | 신인영화예술인상     | 장르만 로맨스         | 수상 |